# Линейка Энея
Линейка Энея — оригинальный шифр замены, основанный на идее Энея. Один из первых действительно криптографических инструментов, используемый в передаче сообщений, которые представляли особую важность и не должны были быть прочитаны посторонними людьми.
Изначально Энеем использовался диск для защиты информации от посторонних, но вскоре он усовершенствовал его и внедрил линейку.
В криптографии линейка Энея представляла собой устройство, имеющее отверстия, количество которых равнялось количеству букв алфавита. Каждое отверстие обозначалось своей буквой; буквы по отверстиям располагались в произвольном порядке. К линейке была прикреплена катушка с намотанной на неё ниткой. Рядом с катушкой имелась прорезь.

## Шифрование
При шифровании нить протягивается через начальную прорезь, а затем закручивается как показано на рисунке 2 (в статье нет никаких иллюстраций, понимание текстов без них трудно) до отверстия, соответствующей первой букве шифруемого текста, при этом на нити завязывался узелок в месте прохождения её через отверстие; затем нить возвращалась в прорезь и аналогично зашифровывался весь текст. После окончания шифрования нить извлекалась и передавалась получателю сообщения.

## Дешифрование
Получатель, имея идентичную линейку, протягивал нить через прорезь до отверстий, определяемых узлами, и восстанавливал исходный текст по буквам отверстий. Это устройство получило название «линейка Энея». Такой шифр является одним из примеров шифра замены: когда буквы заменяются на расстояния между узелками с учетом прохождения через прорезь.
Ключом шифра являлся порядок расположения букв по отверстиям в линейке. Посторонний, получивший нить (даже имея линейку, но без нанесенных на ней букв), не сможет прочитать передаваемое сообщение.

## Пример решения задачи
Разберём задачу «Древний шифратор», в котором применяется шифрование с помощью линейки Энея. Даётся ключ шифрования в виде устройства с отверстиями (Рисунок 1 - какой рисунок? тут их нет), каждому из которых сопоставлена буква алфавита, и даётся шифртекст - нить с нанесёнными на ней отметками. Расстояния между последовательными метками, измеренные в единицах деления линейки, равны 92,5; 96,5; 27; 69,5; 24,5; 54. Началом для заданного устройства будет отверстие в левом конце.
По теореме Пифагора находим расстояние между соседними диагональными отверстиями, которое равно 2,5. Для определения первой буквы наматываем нитку на линейку от начала до первой отметки на расстоянии 92,5 (Рисунок 2). Возможны два варианта наматывания нити: от начала по диагонали вверх к отверстию соответствующему букве З или по диагонали вниз к букве Б. В этой задаче правильный метод возможно получить только с помощью перебора. В первом случае, как показано на рисунке, первой буквой оказывается буква С, а во втором случает - первой является буква О. Аналогичным образом находим остальные буквы. С помощью первого способа получается слово СОЛНЦЕ, а с помощью второго способа получается слово ОСЛШТЕ.
Отбросив заведомо неправильное решение, определяем, что зашифрованное слово было СОЛНЦЕ. В трактате «Как выжить в осаде» таким паролем Эней рекомендовал пользоваться при открытых атаках.

## Безопасность
Основным преимуществом секретного общения с использованием метода шифрования линейкой Энея является то, что передаётся только сам шифртекст. Без линейки и осведомлённости о расположении букв практически невозможно воссоздать исходное сообщение. К тому же в случае захвата в плен нить с сообщением легко уничтожается. В отличие от него, метод шифрования диском Энея предполагает передачу и шифртекста, и ключа к нему, что значительно упрощает расшифровку сообщения.
Но всё же, как и любой шифр простой замены, метод линейки Энея легко дешифруется частотным методом. Если криптоаналитик перехватит сообщение достаточной длины, он может угадать значения некоторых самых распространённых букв исходя из анализа частотного распределения символов в зашифрованном тексте. С помощью этого можно формировать отдельные слова, которые могут быть предварительно использованы, для последующего получения более полного решения (см. частотный анализ). Согласно расстоянию уникальности английского языка 27.6 букв от зашифрованного текста должно быть достаточно, чтобы взломать шифр простой замены. На практике обычно достаточно около 50 символов для взлома
- расстояние уникальности — термин, используемый в криптографии, обращающийся к длине оригинального шифртекста, которой должно быть достаточно для взлома шифра

## Аналоги
Поскольку во времена Энея тактики криптоанализа не существовала, техника шифровки линейкой Энея стала первым не взламываемым криптографическим инструментом.
В истории есть ряд других техник сохранения и передачи сообщений, использующих нити и метки на них. Среди них есть древняя мнемоническая система древних инков, узелковое письмо Древнего Китая и Вавилона, Вампум североамериканских индейцев и другие техники. Все эти методы в совокупности называют узелковым письмом. Но в отличие от техники линейки Энея, узелковые письма не предназначались для сокрытия информации, а служили в качестве письменности для древних народов.

## История
Самым ранним сведением о технологии шифрования линейкой Энея, дошедшим до современности, является трактат «Как выжить в осаде», или по-другому  «Poliorketika»  IV века до н. э. Поэтому изобретение этой техники приписывается автору сочинения, полководцу Энею Тактику.